# سیارک ۲۱۷۰۹
سیارک ۲۱۷۰۹ (به انگلیسی: 21709 Sethmurray، نام‌گذاری: 1999RK92) بیست و یک هزار و هفتصد و نهمین سیارک کشف شده‌است که در ۷ سپتامبر ۱۹۹۹ کشف شد.
قدر مطلق سیارک برابر ۱۴٫۴ است.